# The Companion (película de 1994)
The Companion (conocida en Argentina como El acompañante) es una película de ciencia ficción, romance y suspenso de 1994, dirigida por Gary Fleder, escrita por Ian Seeberg, musicalizada por David Shire, en la fotografía estuvo Rick Bota y los protagonistas son Kathryn Harrold, Bruce Greenwood y Talia Balsam, entre otros. El filme fue realizado por Windy City Productions Inc., MCA Television Entertainment (MTE) y Michael Phillips Productions, se estrenó el 14 de octubre de 1994.

## Sinopsis
Una escritora encuentra a su novio siéndole infiel. Enojada, consigue un compañero androide y lo lleva a una cabaña en el bosque para que la acompañe mientras escribe. Ella arranca una relación con él, que después se transforma en un gran problema.